# Roko Karanušić
Roko Karanušić (Zagabria, 5 settembre 1982) è un ex tennista croato.

## Carriera
In carriera ha raggiunto in singolare la 88ª posizione della classifica ATP, mentre in doppio ha raggiunto il 308º posto.
In Coppa Davis ha disputato un totale di 8 partite, ottenendo 2 vittorie e 6 sconfitte.